# 马来西亚国家动物园
马来西亚国家动物园是马来西亚第一个国家动物园。它是由非政府组织马来西亚动物协会管理。该协会負責野生动物保护、研究、教育和娱乐的事务。该动物园是于1963年11月14日由时任马来西亚首相东姑阿都拉曼主持开幕。该动物园从成立到现在已经增加到459多种、5,000多只野生动物。
它位于吉隆坡东北部的，雪兰莪安邦再也的淡江。2007年，该动物园得到了MS ISO 9001：2000的认证。国家动物园占地约110英亩，距离吉隆坡市约5公里。国家动物园90％的动物生活在大型开放式网箱和模擬的栖息地中。

## 外部連結
- 官方网站